# Кент, Недждет
Исмаил Недждет Кент (тур. İsmail Necdet Kent; 1 января 1911 — 20 сентября 2002) — турецкий дипломат; спас несколько десятков евреев во время Второй мировой войны. Работая в должности вице-генерального консула Турции в Марселе, Франция, в период с 1941 по 1944 год, предоставил турецкие паспорта евреям, жившим во Франции и не имевшим «подходящих» для оккупационного режима удостоверений, чтобы спасти их от депортации в лагеря смерти.

## Биография

### Молодость и образование
Родился 1 января 1911 года. Получил школьное образование в Галатасарайском лицее. Позднее окончил Нью-Йоркский университет по специальности «публичное право».

### Дипломатическая карьера
Вернувшись в Турцию, работал в турецком Министерстве иностранных дел с 1937 года. Получил должность вице-генерального консула в городе Афины, Греция. В 1941 году был назначен вице-генеральным консулом в городе Марсель, Франция, где проработал до 1944 года. В то время многие беженцы оседали в портовых городах, и Марсель не был исключением.
В 1943 году сотрудник консульства сообщил Недждету Кенту, что немцы только что погрузили 80 евреев турецкого происхождения в автомобили, чтобы депортировать их в Германию. На автомобилях были надписи «В фургон можно грузить 20 голов скота и 500 кг зерна». Недждет Кент подошёл к офицеру гестапо и потребовал освободить евреев как граждан нейтральной Турции. Когда гестаповец отказался, Кент и его помощник также сели на поезд, к которому автомобили привезли евреев. На следующей станции немцы предложили турецким дипломатам сойти, но Недждет Кент объяснил, что 80 турецких граждан были посажены на поезд по ошибке. Немцы, удивлённые его бескомпромиссностью, в конце концов выпустили евреев.
После этого случая Недждет Кент неоднократно оказывал помощь турецким евреям, живущим во Франции, которых хотели «депортировать» в лагеря на основании их происхождения. Также Кент лично явился в гестапо, чтобы выразить протест против практики останавливать мужчин на улицах и проверять, были ли они обрезаны; Кент объяснил, что подобная практика существовала не только у евреев, но и мусульман.

### Послевоенная жизнь
После окончания войны Недждет Кент продолжил дипломатическую карьеру. Служил в турецком консульстве в Нью-Йорке, затем был послом Турции в Таиланде, Индии, Швеции и Польше.
Умер 20 сентября 2002 года, в возрасте 91 года.

## Семья
Недждет Кент был женат и имел одного сына. Его сын, Мухтар Кент, является президентом The Coca Cola Company с июля 2008 года.

## Наследие
В 2001 году Недждет Кент, а также два других турецких дипломата — Намык Кемаль Йолга и Селахаттин Улькумен, были награждены турецкой медалью «За отличную службу», а также специальной медалью Израиля за спасение евреев во время Холокоста, однако в списках признанных Институтом Яд Вашем праведников мира в Турции не числится.